# جو آن هاريس
جو آن هاريس (بالإنجليزية: Jo Ann Harris)‏ هي ممثلة أمريكية، ولدت في 27 مايو 1949 بلوس أنجلوس في الولايات المتحدة.

## أعمال

### أفلام
- (1988) أوليفر وشركاه[5][6][7][8]
- (1992) نيوزيس

## وصلات خارجية
- جو آن هاريس على موقع IMDb (الإنجليزية)
- جو آن هاريس على موقع ألو سيني (الفرنسية)
- جو آن هاريس على موقع أول موفي (الإنجليزية)
- جو آن هاريس على موقع قاعدة بيانات الأفلام السويدية (السويدية)
- جو آن هاريس على موقع إن إن دي بي (الإنجليزية)
- جو آن هاريس على موقع قاعدة بيانات الفيلم (الإنجليزية)
- جو آن هاريس على موقع كينوبويسك (الروسية)